# Józef Dietl
Józef Dietl (24. ledna 1804 Pidbuž – 18. ledna 1878 Krakov) byl rakouský lékař, vysokoškolský pedagog a politik polské národnosti z Haliče, v 2. polovině 19. století poslanec Říšské rady a starosta Krakova.

## Biografie

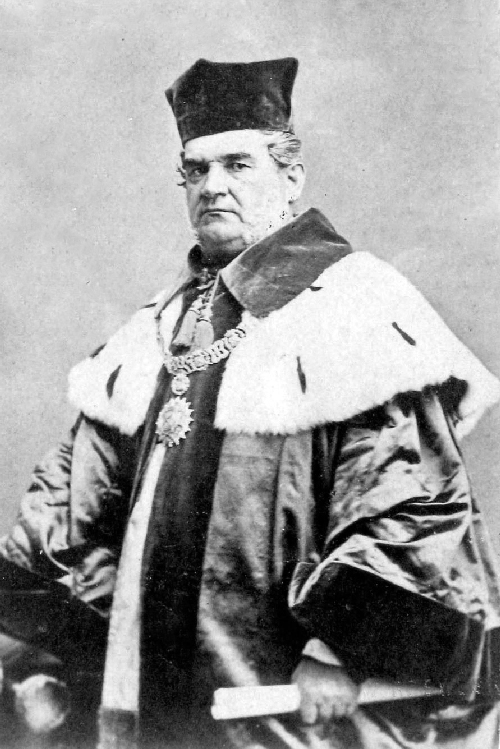
Józef Dietl jako rektor krakovské univerzity.

Jeho prarodiče přesídlili v 18. století z Uherska do Haliče. Děd byl důstojníkem, otec úředníkem, matka byla polského původu. Józef vystudoval roku 1823 filozofii na Lvovské univerzitě a roku 1828 medicínu na Vídeňské univerzitě. V roce 1829 získal titul doktora lékařství. Nastoupil pak jako asistent na katedru mineralologie a zoologie na Vídeňské univerzitě. Působil zde do roku 1833, kdy byl jmenován okresním lékařem ve Wiedenu u Vídně. V roce 1841 se stal primářem nově postavené nemocnice a roku 1848 jejím ředitelem. V roce 1851 se stal profesorem lékařství na Jagellonské univerzitě v Krakově, kde pak působil dlouhodobě. Roku 1856 byl ustanoven děkanem lékařské fakulty této univerzity a roku 1861 i rektorem celé univerzity (rektorský úřad zastával do roku 1865). V roce 1860 byl povolán do Vídně a účastnil se zde porad o vyučovacím jazyku na krakovské univerzitě.
Po obnovení ústavní vlády se zapojil i do politiky. Od roku 1861 byl poslancem Haličského zemského sněmu za velkostatkářskou kurii. Zemský sněm ho roku 1861 delegoval i do Říšské rady (tehdy ještě volené nepřímo) za Halič (kurie velkostatkářská). 27. května 1861 složil slib. K roku 1861 se uvádí jako profesor, bytem v Krakově. Coby politik patřil k federalistickému proudu, podporujícímu autonomii neněmeckých národností v Rakousku, zejména autonomii Haliče.
V letech 1866–1874 zastával úřad starosty Krakova. Zasloužil se o modernizaci města a provedení regulace řeky Visly.
Publikoval četné odborné studie v němčině a polštině. Specializoval se na balneologii a přispěl k poznání léčivých pramenů v lázeňských střediscích na území Haliče.